# کی-الکتریک
کی-الکتریک ({{lang-ur|) شرکت برق پاکستانی است، که در سال ۱۹۱۳ تأسیس شد.